# Fotopene
Una fotopene o fotopolla (en inglés dick pic) es una fotografía de un pene enviada a través de Internet (por ejemplo, en una red social, sitio de citas, mensajería instantánea, correo electrónico, etc.). Esto a menudo se considera una práctica sexual y una forma de sexteo. 
Si la foto se envía sin el consentimiento del destinatario, esto puede verse como una forma de exhibicionismo o acoso sexual.

## Historia
El término dickpic o dick pic se deriva de dick, jerga que significa pene, y pic, una forma abreviada de la palabra picture que significa imagen. Se suele hacer con el pene erecto y se envía digitalmente. Esta práctica es frecuentemente denunciada cuando no se realiza de forma consentida, y puede ser considerada una forma de acoso sexual. Algunos países, como el Reino Unido, tienen leyes contra el envío no consentido de imágenes de desnudos, denominado en inglés cyberflashing.
Se han registrado casos frecuentes de fotopenes no pedidas enviadas a través de AirDrop. Las fotopenes también se envían a menudo por medio de mensajes privados en las redes sociales. Por ejemplo, a través del servicio de red social ruso Vkontakte y el servicio de red social global Facebook.

## Análisis

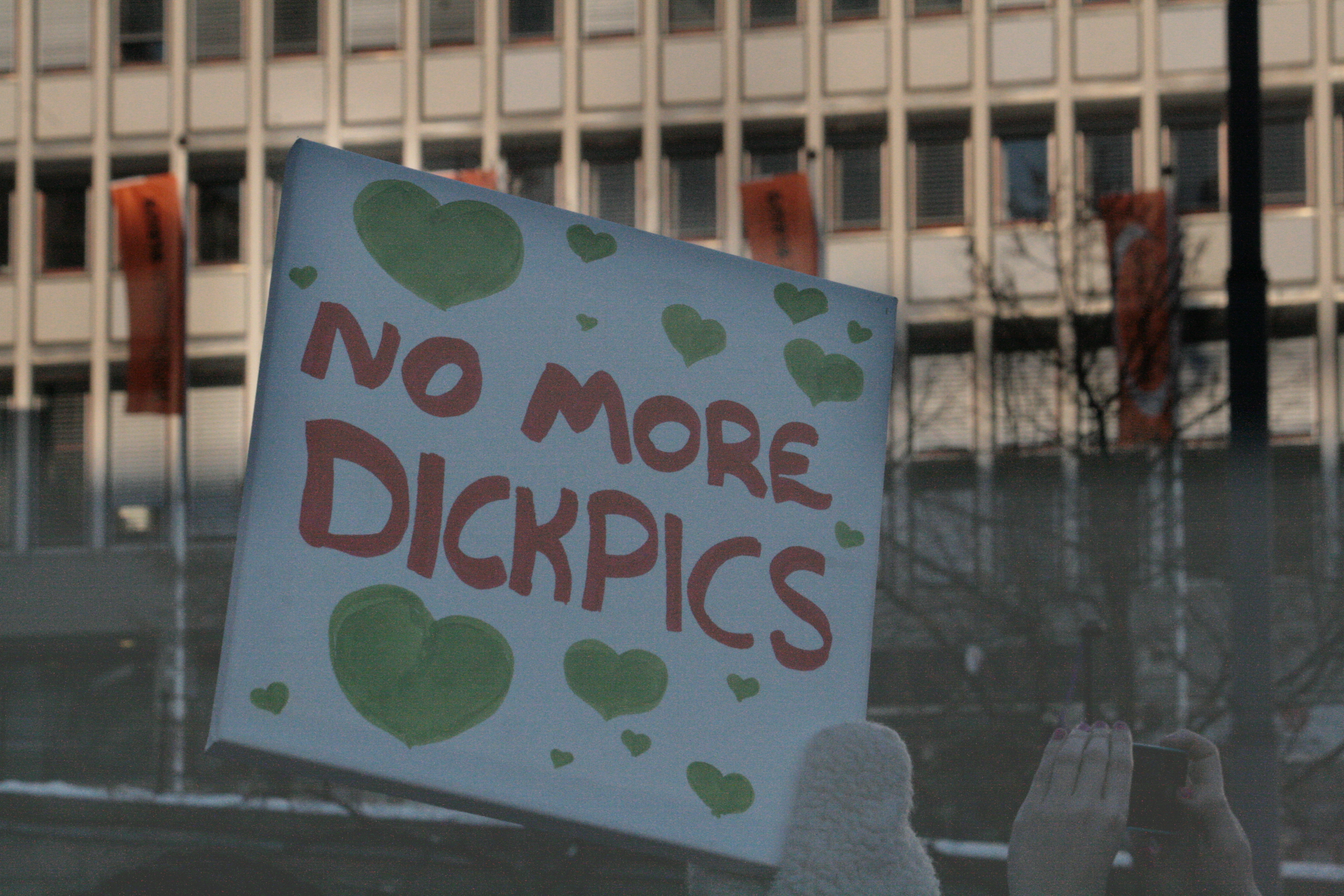
«No más fotopenes», cartel en una marcha feminista en Oslo, 2018.

El remitente de una fotopene no pedida puede hacerlo con la suposición de que los destinatarios estarán emocionados o impresionados por su pene, o simplemente por la audacia del gesto. Un estudio publicado en el Journal of Sex Research en 2019 muestra que los remitentes de fotopenes no pedidas tienden a tener rasgos de personalidad narcisistas. Algunos de los remitentes dicen que buscan admiración por su virilidad, o piensan en el acto como una táctica de coqueteo («doble o nada»). Los problemas de comportamiento debido a un trauma previo pueden contribuir al narcisismo, lo que impulsa a los remitentes de fotopenes no pedidas.
Sobrepasar el consentimiento e ignorar los deseos de la persona receptora puede verse como una característica del sexismo hostil y la desviación sexual. También puede considerarse un acto de hedonismo. La gran mayoría de las víctimas interpretan las fotopenes no pedidas como extremadamente ofensivas.
Las fotopenes también pueden ser parte del sexteo consensuado y de la satisfacción de los deseos sexuales mutuos. Aquellos que envían imágenes de su propio pene en línea pueden tener varias razones para hacerlo.
Al cruzar deliberadamente los límites, el remitente simula coraje e intenta afirmar el dominio, a veces siendo consciente de sus consecuencias negativas. El rechazo o la crítica a menudo conducen a un comportamiento abusivo y agresivo como represalia, ya que el receptor compensa la diferencia de poder con una respuesta crítica y, por lo tanto, no valida el dominio o la masculinidad del remitente. Las reacciones negativas de la parte receptora (a menudo ira o disgusto) no están necesariamente impulsadas por la fotopene en sí, sino por el hecho de que la foto no fue pedida.
Según los investigadores, por razones evolutivas, los hombres tienden a sobreestimar el interés sexual del sexo opuesto en ellos, mientras que las mujeres tienden a subestimar el interés sexual de los hombres en ellas. Esta sobreestimación, el sesgo de sobrepercepción sexual, puede permitir a los hombres sentirse con derecho a una recepción positiva de los destinatarios, generalmente mujeres, pues suponen que el destinatario se excitará sexualmente con su fotopene y le enviará una imagen similar. Este comportamiento, cuando no es deseado, es más típico de los hombres cisgénero heterosexuales con pene. Los hombres transgénero con o sin pene, u otras personas con o sin pene, así como los hombres cisgénero sin pene asignados como hombres al nacer, se asocian con menos frecuencia con esta forma de exhibicionismo. Por el contrario, los hombres que se identifican como homosexuales o bisexuales que reciben imágenes fálicas sin pedirlas perciben el evento como positivo con más frecuencia que otros grupos demográficos, más de la mitad de estos hombres en un estudio. Específicamente, el 44% de los hombres que tienen sexo con hombres (HSH) informaron estar «entretenidos» y el 41% sintió «curiosidad» después de recibir una fotopene. El 25% de los HSH reportaron una reacción negativa. Algunos datos sugieren que los HSH sienten la presión de reprimir sus sentimientos negativos sobre las fotopenes no pedidas. El mismo estudio encontró que el 7.5% de las mujeres heterosexuales y el 12% de las mujeres bisexuales informaron sentirse excitadas por al menos una fotopene que recibieron sin pedirla.
En 2017, la psicóloga australiana Andrea Woling publicó un estudio científico, en el que afirma que las fotopenes son una forma primitiva de interesar a un interlocutor, conocer a gente y mostrar las intenciones de uno. Además, las encuestas entre hombres que enviaron fotopenes muestran que la mayoría esperaba recibir fotos íntimas a cambio.
Las fotopenes también pueden ser una forma de troleo en Internet. Por ejemplo, algunas chicas afirman que usuarios desconocidos les enviaron inesperadamente una fotografía de un pene después de negarse a reunirse o ignorar los mensajes de saludo.

## Predominio
Según una encuesta estadounidense de 2016, el 49% de las mujeres ha recibido al menos una foto de los órganos sexuales masculinos sin pedirla. Otra encuesta realizada a fines de 2017 concluyó que el 78% de las mujeres de 18 a 34 años y el 69% de las mujeres de 35 a 54 años dicen haber recibido al menos una fotopene sin consentimiento previo. El 17% de los hombres admitió haber enviado una imagen genital sin que se las pidieran.
Según una evaluación de 2019 en los Estados Unidos, el 27% de los hombres adultos jóvenes han enviado este tipo de fotos sin ser pedidas. Las motivaciones citadas son:
- esperar que les envíen una imagen similar a cambio (44%);
- encontrar pareja (33%), esperando excitar al receptor o creyendo que es una forma normal de coquetear;
- excitarse sexualmente por el acto de exhibicionismo (27%);
- sentir una sensación de poder y control (9%);
- encontrar placer en los insultos que probablemente les responderan (8%);
- lidiar con conflictos no resueltos desde la infancia (6%);
- ofender o avergonzar al destinatario (6%).[10]

Solo el 27% de las personas que repiten el acto de enviar una fotopene dicen que preferirían recibir una respuesta positiva frente a una negativa. La mayoría de las veces, no se recibe respuesta a cambio.
En una encuesta de YouGov de 2017, se preguntó a 2121 mujeres y 1738 hombres de entre 18 y 36 años sobre fotopenes. El 46% de las mujeres afirmaron que ya habían recibido una foto de este tipo, el 89% de las cuales no fueron pedidas. De los hombres, el 30% dijo que una mujer les había pedido que les enviaran una fotopene, mientras que el 22% de los hombres dijeron que simplemente les habían enviado una. De todos los hombres que alguna vez enviaron una fotopene, el 21% dijo que lo hizo sin que se lo pidieran.
Cualesquiera que sean las motivaciones conscientes (o al menos las mostradas por los perpetradores), la psicoanalista freudiana Caroline Leduc cree que estos hombres inconscientemente buscan «despertar angustia» al colocar a sus víctimas (femeninas) frente a lo que sienten que les falta a sus cuerpos.
Las redes sociales y los sitios de citas son los vectores más utilizados (Twitter, Instagram, Snapchat, Tinder y, especialmente, Chatroulette y Omegle, donde, según un recuento de académicos de Boston en 2011, una cuarta parte de las cámaras web apuntan a penes). El mismo estudio analizó otra red solo para adultos, fantasti.cc: el 23% de las imágenes de perfil de los hombres muestran sus penes (más el 13% que usa una imagen de un pene que se encuentraron en Internet).
En Francia, en 2019, según la exdirectora Ovidie, casi todas las chicas de secundaria han recibido una fotopolla a través de las redes sociales, especialmente a través de Snapchat; la figura del exhibicionista se ha adaptado a las nuevas tecnologías para escandalizar y establecer una forma de dominación. Una encuesta de IFOP de octubre de 2018 informa que el 42% de las usuarias de sitios de citas han recibido una fotopene allí, una tasa que aumenta al 6 % para mujeres adultas jóvenes de 18 a 24 años.
En un estudio realizado en EE. UU. en 2020 por Marcotte et al., se preguntó a 2045 mujeres y 298 hombres bisexuales y homosexuales sobre la recepción de fotos de penes no pedidas y sus experiencias con ellas. De los que alguna vez habían recibido una fotopene (49,6% de mujeres y 80,5% de hombres), más del 90% también había recibido una fotopene sin pedirla. Las mujeres, independientemente de su orientación sexual, reaccionaron en su mayoría negativamente, incluidos sentimientos de disgusto (50%) y sentirse irrespetadas (46%). Solo el 26% de las mujeres dijeron que respondieron positivamente a las fotos de penes no pedidas. El 7,6% de las mujeres (7,5% heterosexuales y 11,9% bisexuales) informaron haber experimentado excitación sexual. De los hombres, el 71% dijo que reaccionaron positivamente a las fotos de penes no pedidas. Las opciones más elegidas fueron: «entretenido» (44%) y «curioso» (40,6%); el 33,6% informó haber experimentado excitación sexual. El 25% de los hombres indicaron que reaccionaron negativamente a las fotos de penes no pedidas. Este estudio también encontró que las mujeres más jóvenes y las mujeres que habían experimentado insinuaciones indeseadas de hombres, a menudo tenían más probabilidades de reaccionar negativamente a las fotopenes.

### Casos especiales
Al menos dos políticos han sido condenados por transmitir fotopenes: el excongresista y candidato a alcalde de la ciudad de Nueva York Anthony Weiner, sentenciado en 2017 a 21 meses de prisión por enviar fotos sexuales a mujeres entre 2011 y 2013, incluida una menor, y el alcalde de Le Havre, Luc Lemonnier, quien se vio obligado a dimitir en 2019, después de que varias mujeres denunciaran haber recibido este tipo de fotos desde 2011.

## Legislación
En la legislación francesa, la práctica puede ser considerada como un acto de exhibicionismo, punible con un año de prisión y 15 000 euros de multa, según el artículo 232-22 del código penal. El artículo R.624-2 prevé una multa de 750 euros para quien envíe un mensaje contrario a las buenas costumbres sin previa solicitud del destinatario. La práctica reiterada tendrá la consideración de acoso, sancionado con dos a tres años de prisión y multa de 30 000 a 45 000 euros según la edad de la víctima. Finalmente, si el destinatario es menor de edad, la pena es de 7 años de prisión y 100 000 euros de multa. En 2019, el tribunal correccional de Roanne condenó a un hombre reincidente a tres años de prisión, tras las denuncias de 49 víctimas, con edades comprendidas entre los 12 y los 90 años.
En Texas, el remitente de una fotopene no pedida está sujeto a una multa de $500.
Finlandia se preparaba para legislar en 2021, con un proyecto de ley que introducía una pena de hasta seis meses de prisión.
En los Países Bajos, enviar una fotopene de manera inapropiada es un delito sexual, según el artículo 240, párrafo 2 del Código Penal suponiendo que se considere ofensivo por indecencia. En 2018, un hombre en los Países Bajos que envió fotospenes digitalmente fue condenado por un tribunal a un servicio comunitario de ochenta horas, la mitad de las cuales fue condicional, y a pagar a la víctima una indemnización de 372 euros. A partir de 2022, los Países Bajos afirman que el envío de fotopenes sin consentimiento del receptor puede conllevar hasta dos meses de prisión o una multa de hasta 9 000 euros.
El envío de fotopenes sin consentimiento del receptor también es un delito penal en Alemania, según la § 184 (distribución no autorizada de material pornográfico) del Código Penal. El acto se castiga con pena de prisión de hasta un año o con una multa.

## Consecuencias para los remitentes
Hay riesgos involucrados en la creación y el envío de fotopenes. Cualquiera que envíe estas imágenes sin consentimiento puede sufrir consecuencias legales, si el destinatario denuncia acoso sexual. La imagen también puede aparecer en lugares inesperados. Por ejemplo, la artista estadounidense Whitney Bell dedicó una exposición fotográfica a las fotos de penes que había recibido a lo largo de los años. Una imagen de intención inocente también puede tener consecuencias adversas. Por ejemplo, en 2019, Jeff Bezos fue chantajeado con imágenes destinadas a su amante desde su teléfono pirateado. El 23% de las personas que enviaron fotopenes informaron haberlas compartido con al menos otras tres personas.

### Medios de comunicación
Debido al popular programa BOOS: This is The Voice en enero de 2022, la recepción indeseada de tales imágenes atrajo mucha atención en los Países Bajos. Un mes después, Marc Overmars renunció como Director de Asuntos de Fútbol en Ajax debido a acusaciones similares, incluido el envío de fotopenes.

## Reacciones
Ante la inacción de la mayoría de las redes sociales, que de censurar los mensajes privados demostrarían que sí acceden a los datos personales de sus usuarios, en 2019 aparecieron filtros basados en inteligencia artificial.
Han surgido varias iniciativas individuales:
- Denunciar el carácter intrusivo del fenómeno; la artista estadounidense Whitney Bell realizó instalaciones en las que decenas de fotopenes decoran las paredes de un apartamento, como si fueran pinturas[2] Según ella, al hacerlo, quería mostrar que las fotos de penes no autorizadas violan el espacio personal de (en su caso) una mujer y causan una sensación de inseguridad incluso en su propia casa[37]
- Una mujer británica escribió (y compartió en las redes sociales) una carta muy formal y humorística, en la que les explica a los remitentes que su foto «no cumple con (sus) criterios de calidad más básicos» y les da consejos de atención psicológica;[44]
- Madeleine Holden, una neozelandesa, ha creado un sitio donde evalúa y califica la «calidad fotográfica» de las fotopenes que recibe;[45]
- La aplicación de citas Once implementa en 2020 un algoritmo basado en inteligencia artificial que detecta las fotos de penes y las convierte en gatitos.[46]

La multiplicación de estas imágenes podría haber dado lugar a intentos de chantaje, basados en amenazas de publicación.

### Combatir o prevenir las fotopenes
A pesar de que las fotos de penes provocan una reacción negativa en la mayoría de personas (ambos sexos) no existe un algoritmo único para prohibir o combatir este fenómeno. Muchas redes sociales prohíben la publicación de material pornográfico, pero la prohibición no se aplica a los mensajes privados. Se puede enviar una queja sobre el usuario al servicio de soporte técnico, sin embargo, en este caso, las sanciones se aplicarán después de recibir la fotopene. Además, el usuario puede crear una nueva cuenta y continuar enviando fotopenes desde allí.
Según algunos informes, Meta está desarrollando un algoritmo que permitirá bloquear y eliminar de inmediato los mensajes de carácter íntimo mediante la tecnología de reconocimiento de fotos. Sin embargo, este método no ha tenido éxito hasta el momento. Algunas mujeres intentan protegerse de las fotopenes de formas más drásticas. Un ejemplo de esto es un intento de crear una aplicación de Twitter personalizada que filtre las fotopenes.
En 2018 se propuso un proyecto de ley en Estados Unidos que incluía una multa por comportamiento indecente en Internet.